# Raymundo de Sá Urtiga
Raymundo de Sá Urtiga (Sousa, 15 de dezembro de 1919 — 13 de fevereiro de 2003) foi um empresário e político brasileiro, outrora deputado estadual pelo Piauí.

## Dados biográficos
Filho de João Sandoval Urtiga e Maria de Sá Urtiga. Descendente do capitão-mor José Gomes de Sá, grande proprietário de terras do período colonial. Mudou-se para Picos na década de 1930,  tornou-se um dos maiores empresários da região a sua época. Foi proprietário de uma indústria de tecelagem de algodão, empresa de ônibus, e postos de combustíveis, dentre outros ramos. Destacou-se também no ramo imobiliário e nesta cidade foi candidato a vereador pelo PSD em 1954, não obtendo sucesso, mas foi eleito em 1958 e 1962, neste último caso pelo PST.
No auge do seu apogeu econômico, candidatou-se e foi eleito deputado estadual pelo MDB em 1966 e pela ARENA em 1970, embora essa migração partidária não desmentisse suas ligações políticas para com Severo Eulálio e sua condição de adversário de Helvídio Nunes. Durante os seus mandatos, deu ênfase para projetos que incentivassem o aspecto comercial-industrial e a fixação do homem ao campo (desenvolvimento da cajucultura). Em 1986 era filiado ao PMDB e foi eleito segundo suplente de senador na chapa liderada por Chagas Rodrigues. Foi casado com sua prima, Joaquina Torres de Sá Urtiga.
Foi homenageado com o nome de uma importante avenida em Picos e com o nome da estrada que liga este município à cidade de Santana do Piauí.